# Seille (Saône)
Die Seille (deutsch: Sell) ist ein rund 101 Kilometer langer Fluss in Frankreich in der Region Bourgogne-Franche-Comté in den Départements Jura und Saône-et-Loire.

## Geographie

### Verlauf
Die Seille entspringt im Jura in der Nähe von Ladoye-sur-Seille. Bei Nevy-sur-Seille fließt sie mit einem gleichnamigen Quellbach zusammen, der seine Quelle bei Baume-les-Messieurs hat und daher auch Seille de Baume genannt wird.
Sie durchfließt die französische Landschaft Bresse und  mündet sie bei La Truchère von links in die Saône (südlich von Tournus).

### Zuflüsse
- Ruisseau de Joisse (links)
- Seille de Baume (links)
  - Dard (links)
  - Longe Bief (links)
- Ruisseau de la Chambon (rechts)
- Ruisseau de Vau (rechts)
- Semereule (rechts)
- Serein (links)
- Rondaine (rechts)
- Vogne (rechts)
- Seillette (links)
- Teuil (links)
- Brenne (rechts)
- Boissine (links)
- Ruisseau de Bunay (links)
- Servonne (rechts)
- Solnan (links)
- Serrée (rechts)
- Ruisseau de Moulin du Roi (rechts)
- Ruisseau des Collonges (links)
- Sane-Vive (links)
- Ruisseau du Bief de Jougne (links)
- Biez de la Culod (rechts)
- Biez des Bourdons (links)
- Biez de Benod (rechts)

### Orte am Fluss
- Bletterans
- Louhans
- Branges
- Cuisery

## Schifffahrt
Zu Beginn des 19. Jahrhunderts wurden die 39 km von Louhans bis zur Saône mit fünf Schleusen schiffbar gemacht. Neben Getreide wurden vor allem Holzfässer für die Weinbauern an der Saône und der Rhône transportiert. 
Im Jahr 1840 traten die Flüsse Seille und Solnan über ihre Ufer, wodurch der Großteil der Gebiete von Louhans, Châteaurenaud und den umliegenden Gemeinden unter Wasser stand.
Der kanalisierte Teil dient heute nur noch dem Sport- und Bootstourismus. Bis auf die unterste Schleuse sind alle von Hand zu bedienen.